# Jasmine Women
Jasmine Women és una pel·lícula xinesa de 2004 dirigida i coescrita per Hou Yong en el seu debut en la direcció. La pel·lícula és una adaptació de la novel·la Women's Life (妇女生活) de Su Tong i representa la vida problemàticament emotiva de quatre generacions de dones de Xangai entre les dècades de 1930 i 1980. Les estrelles de Jasmine Women són Zhang Ziyi i Joan Chen, que van retratar diversos personatges, així com Jiang Wen, Lu Yi, i Liu Ye.
La pel·lícula va ser ben rebuda pels crítics i va ser lloada pel seu ús del color i per les actuacions de Zhang Ziyi i Joan Chen. El nom xinès de la pel·lícula, Mo li hua kai, es basa en una cançó popular xinesa Mo Li Hua, que significa "flor de gessamí." Els noms dels personatges de la pel·lícula també es basen en aquesta cançó.
Aquesta pel·lícula no ha estat doblada al català.